# Vesa Laukkanen
Vesa Eelis Laukkanen (9 aprile 1958) è un ex siepista finlandese.

## Palmarès
| Anno | Manifestazione    | Sede       | Evento         | Risultato  | Prestazione | Note                          |
| ---- | ----------------- | ---------- | -------------- | ---------- | ----------- | ----------------------------- |
| 1975 | Europei juniores  | Atene      | 2000 m siepi   | Batteria   | 6'06"04     | Miglior prestazione personale |
| 1976 | Mondiali di cross | Chepstow   | Corsa juniores | 14º        | 24'51"      |                               |
| 1976 | Mondiali di cross | Chepstow   | A squadre      |            |             |                               |
| 1977 | Europei juniores  | Donec'k    | 2000 m siepi   | Bronzo     | 5'30"2      | Miglior prestazione personale |
| 1977 | Mondiali di cross | Düsseldorf | Corsa juniores | 58º        |             |                               |
| 1977 | Mondiali di cross | Düsseldorf | A squadre      |            |             |                               |
| 1980 | Giochi olimpici   | Mosca      | 3000 m siepi   | Semifinale | 8'33"30     |                               |
| 1982 | Europei           | Atene      | 1500 m piani   | Batteria   | 8'29"75     |                               |